# Enni Rukajärviová
Enni Rukajärviová (* 27. května 1990 Kuusamo) je finská snowboardistka. Vyhrála Mistrovství světa ve snowboardingu 2011 ve slopestylu. Totéž zopakovala stejný rok na zimních X Games. Rok předtím vyhrála TTR World Snowboard Tour. Představila se na dvou olympijských hrách: na Zimních olympijských hrách 2014 soutěžila ve slopestylu a obsadila 2. místo, o čtyři roky později na Zimních olympijských hrách 2018 v téže disciplíně skončila třetí. Kromě toho se na druhých zmíněných hrách představila i v big airu.